# Uwe Vock
Uwe Vock (* 1956 in Backnang) ist ein deutscher Werbe- und Mediendesigner und Professor an der Universität der Künste in Berlin.

## Leben
Vock studierte Grafik-Design an der Hochschule für Gestaltung Schwäbisch Gmünd. Schon während des Studiums arbeitete er als Junior Art-Direktor bei der GGK Stuttgart. 1982 wechselte er nach Frankfurt zur Werbeagentur McCann-Erickson. Dort schuf er Arbeiten für Levis Deutschland und die Deutsche Bahn. Bekanntheit erlangte er mit der Camel-Kampagne 1992. So erfolgreich diese Kampagne in der Kreativleistung war, so kontrovers wurde sie anschließend unter Markengesichtspunkten diskutiert. Nach beruflichen Aufenthalten in Mailand und New York verließ er McCann-Erickson 1992 als Creative-Director und „Member of the Board“. Er folgte dem Ruf an die Universität der Künste Berlin als ordentlicher Professor für den Bereich Werbung im Studiengang visuelle Kommunikation in der Fakultät Gestaltung.
Parallel gründete er als Gesellschafter und Creative Director die UVA Werbeagentur in Potsdam. In den Tochtergesellschaften der UVA, der UVA-bytes GmbH und der thinklink GmbH, war er als Geschäftsführer tätig. 2007 verließ er die UVA Gruppe aus persönlichen Gründen. Gemeinsam mit Thomas Schildhauer vom IEB engagierte er sich in Praxisprojekten für die Diakonie, den Deutschen Fundraising Verband, die Deutsche Krebshilfe und die UNICEF. Als studentisches Projekt unter seiner Regie gewann der Film für den Wirtschaftsstandort Brandenburg die Goldmedaille beim Cine Washington und dem Worldfest Houston.
Von 2009 bis 2011 war er geschäftsführender Gesellschafter der mit Uwe-Gernot Fasold gemeinsam gegründeten TP Theorie&Praxis GmbH Berlin, die Forschung und neue Kommunikation an der Schnittstelle zwischen Universität und Wirtschaft betreibt und sich auf Social-Media-Analyse, integrierte Markenführung und Markenaufbau und Entwicklung neuer Kommunikationsansätze, z. B. im Bereich Augmented Reality, und mobile Apps spezialisiert hat. Ebenfalls seit 2009 ist er im Auftrag von Fraunhofer IuK als Koordinator auch für den Aufbau künstlerischer und gestalterischer Abschlusskurse am Malta College for Art, Science and Technology, MCAST, tätig gewesen.
Seit 2011 war Vock in unterschiedliche Kommunikations-, Corporate-Design- und Forschungsprojekte sowohl an der UdK als auch als Freelancer und Berater eingebunden. Seit 2023 ist Vock emeritiert und nur noch sporadisch als Berater bzw. Mentor tätig.

## Publikationen
- Die Kunst, Gunst zu gewinnen. Deutscher Fundraising Verband, Beiträge zur Kommunikation in „Werben für Fundraising“ von Ursula Kapp-Barutzki. ISBN 3-926435-28-3.
- e-learning ist überall. Medienhandbuch.de. Magazin: Job, e-learning, Weiterbildung; www.medienhandbuch.de/prchannel/special2/ Kritische Reflexion über die Grenzen von e-learning.
- Marketing für KMU. BDLA Vortragsreihe 2003–2004. Veröffentlicht in Landschaftsarchitekten, www.sachsen.bdla.de/zeitung.
- Praxisbeispiel. Die Bilderwelt der envia. Corporate Imagery, Hrsg.: Dieter Herbst, ISBN 3-589-23633-7, S. 205 f.
- satt. Kritische Auseinandersetzung mit gestalterischer Ausbildung und Werbung. Essay: „Ich bin doch nicht blöd“ von Uwe Vock. ISBN 3-89462-123-0.
- als Herausgeber: „Klassewerbung-Magazin“ (Periodikum).

## Auszeichnungen
- Art Directors Club Deutschland Auszeichnungen, Silber
- Art-Directors Club NY, Auszeichnung
- Internationale Werbefilmfestspiele Cannes, Gold
- Mobius Awards Chicago, Auszeichnung
- Internationales Adfilm Festival London, Gold
- Worldmedia Festival Hamburg, Silber, Gold, Platin
- Worldfestival Houston/Texas, Platin
- Filmfestival Palermo, Gold
- Filmfestival Moskau, Gold